# Viña (Irijoa)
Viña (también llamada Santa Eulalia de Viña y oficialmente Santaia da Viña) es una parroquia del municipio de Irijoa, en la provincia de La Coruña, Galicia, España.

## Entidades de población
Entidades de población que forman parte de la parroquia:
- A Fraga
- A Gandaroa
- A Portela
- Aguillón (O Aguillón)
- Alvariza (A Albariza)
- As Covas
- As Esfoladas
- As Filgueiras
- As Nabeiras
- Barreiros
- Carracedo de Abajo (O Carracedo de Abaixo)
- Chao da Viña (O Chao da Viña)
- Gulfar
- Midoy (Midoi)
- Meimón (O Meimón)
- O Carracedo de Arriba
- O Bouzón
- Os Cabanas
- Pereiro (O Pereiro)
- Os Fornos
- Sampayo (San Paio)
- Ventosa (A Ventosa)

## Despoblado
- Edrada (A Edrada)

## Demografía
| Gráfica de evolución demográfica de Viña entre 2000 y 2018 |
|                                                            |
| Población de derecho según el padrón municipal del INE     |